# Турава (гміна)
Гміна Турава (пол. Gmina Turawa) — сільська гміна у південно-західній Польщі. Належить до Опольського повіту Опольського воєводства.
Станом на 31 грудня 2011 у гміні проживало 9639 осіб.

## Площа
Згідно з даними за 2007 рік площа гміни становила 171.46 км², у тому числі:
- орні землі: 30.00%
- ліси: 52.00%

Таким чином, площа гміни становить 10.81% площі повіту.

## Населення
Станом на 31 грудня 2011:
| Опис     | Загалом | Загалом | Чоловіки | Чоловіки | Жінки | Жінки |
| -------- | ------- | ------- | -------- | -------- | ----- | ----- |
| одиниця  | осіб    | %       | осіб     | %        | осіб  | %     |
| все      | 9639    | 100     | 4668     | 48.43    | 4971  | 51.57 |
| міське   | 0       | 100     | 0        |          | 0     |       |
| сільське | 9639    | 100     | 4668     | 48.43    | 4971  | 51.57 |

## Сусідні гміни
Гміна Турава межує з такими гмінами: Зембовіце, Лубняни, Лясовіце-Вельке, Озімек, Хжонстовіце.